# ГЕС Xiékǎ
ГЕС Xiékǎ (斜卡水电站) — гідроелектростанція у центральній частині Китаю в провінції Сичуань. Знаходячись перед ГЕС Така, становить верхній ступінь каскаду на річці Такахе, лівій притоці Jiǔlónghé, яка в свою чергу впадає ліворуч до Ялунцзян, великої лівої притоки Дзинші (верхня течія Янцзи).
В межах проекту річку перекрили кам’яно-накидною греблею із бетонним облицюванням висотою 106 метрів, довжиною 550 метрів та шириною по гребеню 10 метрів. Вона утримує водосховище з об’ємом 84,9 млн м3 (корисний об’єм 72,6 млн м3) та припустимим коливанням рівня поверхні у операційному режимі між позначками 3115 та 3165 метрів НРМ (під час повені цей показник може зростати до 3165,2 метра НРМ, а об’єм – до 85,3 млн м3).
Зі сховища через правобережний гірський масив прокладено дериваційний тунель довжиною 13,9 км, виконаний в перетинах 3,8х4,7 метра, 3,6х4,9 метра та 3,9х5,3 метра. Він переходить у напірний водовід довжиною понад 1 км з діаметром 2,8 метра.
Основне обладнання станції становлять три турбіни типу Пелтон потужністю по 45 МВт, які використовують напір у 505 метрів та забезпечують виробництво 521 млн кВт-год електроенергії на рік.